# Henricia beringiana
Henricia beringiana är en sjöstjärneart som beskrevs av Alexander Michailovitsch Djakonov 1950. Henricia beringiana ingår i släktet Henricia och familjen krullsjöstjärnor.
Artens utbredningsområde är Berings hav. Inga underarter finns listade i Catalogue of Life.